# Orogenesi eburniana
L'orogenesi eburniana o ciclo eburniano fu una serie di eventi tettonici, metamorfici e plutonici avvenuti in quella che è oggi l'Africa occidentale durante il Paleoproterozoico, tra 2200 e 2000 milioni di anni fa.
Durante questo periodo si stabilì e strutturò il dominio Birimiano nell'Africa Occidentale.

## Caratteristiche
Faglie eburniane si trovano nello Scudo di Eglab a nord del cratone dell'Africa occidentale e nello scudo di Leo-Man a sud del cratone.
Ci sono evidenze di tre grandi eventi magmatici eburniani nello scudo di Eglab. Tra 2210 e 2180 milioni di anni fa si formarono batoliti metamorfosate nel Lower Reguibat Complex (LRC). Attorno a 2090 milioni di anni fa un plutone trondhjemitico intruse all'interno di relitti della serie di Chegga risalenti all'Archeano. Circa 2070 milioni di anni fa un sollevamento dell'astenosfera rilasciò un grande volume di magma post-orogenici.
I trend eburniani nello scudo di Eglab si riattivarono ripetitivamente dal Neoproterozoico al Mesozoico.